# Общ кодекс за Пруските държави
Общият кодекс за Пруските държави (на немски: Allgemeines Landrecht für die Preußischen Staaten) е правен кодекс в Прусия от края на XVIII и първите години на XIX век, утвърден от крал Фридрих Вилхелм II.
Общият кодекс се опитва да въведе някои модерни идеи, като равенство пред закона, като в същото време запази традиционните съсловни привилегии. Той е масивен документ с около 19 хиляди члена, обхващащи въпроси на гражданското, наказателното, семейното, административното право и други области. Отменен е след началото на Пруските реформи през 1806 година.